# Sarah Perroni
Sarah Perroni es una deportista estadounidense que compitió en natación. Ganó tres medallas de bronce en el Campeonato Mundial de Natación en Piscina Corta de 1993, en las pruebas de 4 × 100 m libre, 4 × 200 m libre y 4 × 100 m estilos.

## Palmarés internacional
| Campeonato Mundial en Piscina Corta | Campeonato Mundial en Piscina Corta | Campeonato Mundial en Piscina Corta | Campeonato Mundial en Piscina Corta |
| Año                                 | Lugar                               | Medalla                             | Prueba                              |
| ----------------------------------- | ----------------------------------- | ----------------------------------- | ----------------------------------- |
| 1993                                | Palma de Mallorca (España)          | Medalla de bronce                   | 4 × 100 m libre                     |
| 1993                                | Palma de Mallorca (España)          | Medalla de bronce                   | 4 × 200 m libre                     |
| 1993                                | Palma de Mallorca (España)          | Medalla de bronce                   | 4 × 100 m estilos                   |